# Skoky do vody na mistrovství světa v plaveckých sportech 1986
Závody v skocích do vody na mistrovství světa v plaveckých sportech za rok 1986 proběhly v Madridu, Španělsko ve dnech 13. až 23. srpna 1986.

## Československá stopa
Československo reprezentovaly Heidemarie Grécká (*1965) a Hana Novotná (*1964). Obě z pražského klubu Vysokých škol. V disciplíně skoku z 3 m prkna nepostoupila Grécká z kvalifikace do finále a obsadila 14. místo. Startovalo 35 závodnic. V disciplíně skoku z 10 m věže obsadila Novotná ve finále 11. místo z 26 závodnic. Šéftrenérkou reprezentace byla Marie Čermáková.

## Výsledky
| Muži              | Zlato                  | Zlato  | Stříbro              | Stříbro | Bronz                  | Bronz  |
| ----------------- | ---------------------- | ------ | -------------------- | ------- | ---------------------- | ------ |
| Skoky z 3 m prkna | Gregory Louganis (USA) | 750,06 | Tchan Liang-te (CHN) | 692,28  | Li Chung-pching (CHN)  | 642,06 |
| Skoky z 10 m věže | Gregory Louganis (USA) | 668,58 | Li Kchung-čeng (CHN) | 624,33  | Bruce Kimball (USA)    | 599,91 |
| Ženy              | Zlato                  | Zlato  | Stříbro              | Stříbro | Bronz                  | Bronz  |
| Skoky z 3 m prkna | Kao Min (CHN)          | 582,90 | Li I-chua (CHN)      | 549,42  | Marina Babkovová (URS) | 525,21 |
| Skoky z 10 m věže | Čchen Lin (CHN)        | 449,57 | Lu Wej (CHN)         | 422,25  | Wendy Wylandová (USA)  | 412,47 |

## Medailová bilance
Ve skocích do vody se rozdělily celkem 4 sady medailí.
| Pořadí | Stát                |       | Muži    | Muži  | Muži  |         | Ženy  | Ženy  | Ženy    |       | Muži + Ženy | Muži + Ženy | Muži + Ženy | Celkem |
| Pořadí | Stát                | Zlato | Stříbro | Bronz | Zlato | Stříbro | Bronz | Zlato | Stříbro | Bronz |             |             |             | Celkem |
| ------ | ------------------- | ----- | ------- | ----- | ----- | ------- | ----- | ----- | ------- | ----- | ----------- | ----------- | ----------- | ------ |
| 1.     | Čína (CHN)          |       | 0       | 2     | 1     |         | 2     | 2     | 0       |       | 2           | 4           | 1           | 7      |
| 2.     | USA (USA)           |       | 2       | 0     | 1     |         | 0     | 0     | 1       |       | 2           | 0           | 2           | 4      |
| 3.     | Sovětský svaz (URS) |       | 0       | 0     | 0     |         | 0     | 0     | 1       |       | 0           | 0           | 1           | 1      |
| Celkem | Celkem              |       | 2       | 2     | 2     |         | 2     | 2     | 2       |       | 4           | 4           | 4           | 12     |